# السنن الأربعة
السنن الأربعة أو كتب السنن هو مصطلح يُطلق على أربعة من كتب الحديث والتي بالإضافة لصحيح البخاري وصحيح مسلم تعتبر من أمّهات كتب الحديث النبوي عند أهل السنة والجماعة. وهم سنن النسائي، وسنن أبي داود، وسنن الترمذي، وسنن ابن ماجه.
السنن في اصطلاح المحدثين هي كتب تجمع أحاديث الأحكام المرفوعة مرتبة على أبواب الفقه: كأبواب الطهارة والصلاة والزكاة والنكاح والطلاق والحدود والبيع والجهاد وغيرها، ولا تحتوى الأحاديث الموقوفة على الصحابة أو الأحاديث المقطوعة على التابعين، لأن ذلك ليس سنة نبوية في اصطلاح المحدثين. كما أن كتب السنن تخلو من أحاديث العقائد والفتن والتاريخ والشمائل والمناقب وما شابهها من الموضوعات التي تحتويها كتب الجوامع والمسانيد. ولا تقتصر السنن على الصحيح من الأحاديث بل تشتمل وتحتوي على الحسن والضعيف وما يراه مؤلفها صالحاً للأخذ به فقهيًا. وقد سمى أبو داود كتابه بالسنن، وذكر ذلك في عدة مواطن، فقد ذكر في رسالته إلى أهل مكة: «فإنكم سألتم أن أذكر لكم الأحاديث التي في كتاب السنن أهي أصح ما عرف في الباب؟». وقال أيضًا: «ليس في كتاب السنن الذي صنفته عن رجل متروك الحديث». وأشهر كتب السنن: سنن أبي داود، وسنن النسائي وسنن ابن ماجه، ويشتهر اسم السنن على سنن الترمذي أيضًا ولكنه يُعد في من كتب الجوامع في اصطلاح المحدثين.

## سنن النسائي
سنن النسائي جمعه الإمام أبو عبد الرحمن أحمد بن شعيب النسائي، ولد سنة 215 هـ وكان إمام عصره في علم الحديث، وقدرتهم في معرفة الجرح والتعديل توفي سنة 303 هـ، ألف النسائي كتابه «السنن الكبرى» وضمنه الصحيح والمعلول، ثم اختصره في كتاب «السنن الصغرى» وسماه «المجتبى»، وجمع فيه الصحيح عنده، وهو المقصود بما ينسب إلى رواية النسائي من حديث.
و«المجتبى» أقل السنن احتواء للحديث الضعيف، واقله للرجال المشك في جروحهم، درجته تاتي بعد «الصحيحين»، فهو - من حيث الرجال - مقدم على «سنن أبي داود والترمذي» لشدة تحري مؤلفه في الرجال.
قال الحافظ ابن حجر العسقلاني: «كم من رجل أخرج له أبو داود والترمذي تجنب النسائي إخراج حديثه، بل تجنب إخراج حديث جماعة في الصحيحين».
منهج النسائي في سننه:
1. انتقى رجاله من الثقات العدول.
2. اقتصر في سننه على أحاديث الأحكام، مثل سلفه أبي داود.
3. كرر الأحاديث بأسانيد مختلفة، وجمع في كتابه بين فوائد الإسناد، ودقائق الفقه.
4. تكلم على الأحاديث وعللها، وبين ما فيها من الزيادات والاختلاف.

## سنن أبو داود
سنن أبو داود جمعه الإمام أبو داود السجستاني، هو كتاب يبلغ أحاديثه 4800 أربعة آلاف وثمانمائة حديث، انتخبه مؤلفه أبو داود من خمسمائة ألف حديث، واقتصر فيه على أحاديث الأحكام وقال: «ذكرت فيه الصحيح وما يشبهه وما يقاربه وما كان في كتابي هذا فيه وهن شديد بينته، وليس فيه عن رجل متروك الحديث شيء، وما لم أذكر فيه شيئا فهو صالح، وبعضها أصح من بعض والأحاديث التي وضعتها في كتاب» السنن«أكثرها مشاهير».
قال السيوطي: يحتمل أن يريد بصالح: «الصالح للاعتبار دون الاحتجاج فيشمل الضعيف»، لكن ذكر ابن كثير أنه يروى عنه أنه قال: «وما سكت عنه فهو حسن، فإن صح هذا فلا إشكال». أي: فلا إشكال في أن المراد بصالح: صالح للاحتجاج، وقال ابن الصلاح: «فعلى هذا ما وجدناه في كتابه مذكورا مطلقا وليس في أحد» الصحيحين«، ولا نص على صحته أحد، عرفنا أنه من الحسن عند أبي داود». وقال ابن منده: «وكان أبو داود يخرج الإسناد الضعيف إذا لم يجد في الباب غيره، لأنه أقوى عنده من رأي الرجال».
وقد اشتهر «سنن أبي داود» بين الفقهاء لأنه كان جامعا لأحاديث الأحكام، وذكر مؤلفه أنه عرضه على الإمام أحمد بن حنبل فاستجاده واستحسنه، وأثنى عليه ابن القيم ثناء بالغا في مقدمة تهذيبه·

## سنن الترمذي
سنن الترمذي جمعه الإمام أبو عيسى محمد الترمذي
هذا الكتاب اشتهر أيضا باسم «جامع الترمذي»، ألفه الترمذي على أبواب الفقه، وأودع فيه الصحيح والحسن والضعيف، مبينا درجة كل حديث في موضعه مع بيان وجه الضعف، واعتنى ببيان من أخذ به من أهل العلم من الصحابة وغيرهم، وجعل في آخره كتابا في «العلل» جمع فيه فوائد هامة.
قال الترميذي: «وجميع ما في هذا الكتاب من الحديث فهو معمول به، وقد أخذ به بعض العلماء ما خلا حديثين: حديث ابن عباس أن النبي صلى الله عليه وسلم جمع بين الظهر والعصر بالمدينة والمغرب والعشاء من غير خوف ولا سفر، وحديث: إذا شرب فاجلدوه، فإن عاد في الرابعة فاقتلوه».
وقد جاء في هذا الكتاب من الفوائد الفقهية والحديثية ما ليس في غيره واستحسنه علماء الحجاز والعراق وخراسان حين عرضه مؤلفه عليهم، هذا وقد قال ابن رجب الحنبلي: «اعلم أن الترمذي خرج في كتابه الصحيح والحسن والغريب، والغرائب التي خرجها فيها بعض المنكر، ولا سيما في كتاب الفضائل، ولكنه يبين ذلك غالبا، ولا أعلم أنه خرج عن متهم بالكذب، متفق على اتهامه بإسناد منفرد، نعم قد يخرج عن سيئ الحفظ ومن غلب على حديثه الوهن، ويبين ذلك غالبا، ولا يسكت عنه».

## سنن ابن ماجه
سنن ابن ماجه جمعه الإمام محمد بن ماجه، مرتبا على أبواب بلغ نحو واحد وأربعين وثلاثمائة وأربعة آلاف حديث (4341)، والمشهور عند كثير من المتأخرين أنه السادس من كتب أصول الحديث (الأمهات الست)، إلا أنه أقل رتبة من «السنن» سنن النسائي وأبي داود والترمذي، حتى كان من المشهور أن ما انفرد به يكون ضعيفا غالبا إلا أن الحافظ ابن حجر قال: «ليس الأمر في ذلك على إطلاقه باستقرائي، وفي الجملة ففيه أحاديث كثيرة منكرة، والله المستعان».
وقال الذهبي: «فيه مناكير وقليل من الموضوعات». وقال السيوطي: «إنه تفرد بإخراج الحديث عن رجال متهمين بالكذب، وسرقة الأحاديث، وبعض تلك الأحاديث لا تعرف إلا من جهتهم».
وأكثر أحاديثه قد شاركه في إخراجها أصحاب الكتب الستة كلهم أو بعضهم، وانفرد عنهم بحوالي (1339) بتسعة وثلاثين وثلاثمائة وألف حديث.
وقد اعتنى بالكتاب شرحا وتعليقا وأخرج بعضهم كتبا في الزوائد على سنن ابن ماجه، ومن أهم شروح الكتاب:
- «كفاية الحاجة في شرح ابن ماجه» للسندي.
- «مصباح الزجاجة على سنن ابن ماجه» للسيوطي.
- «الكواكب الوهاجة بشرح سنن ابن ماجه» لمحمد المنتقى الكشناوي.

وغيرها.